# WTA 125 2021
Il WTA 125 2021 è il secondo livello professionistico di tennis femminile, dopo il WTA Tour 2021. Per il 2021 è costituito da quindici tornei, il montepremi per torneo è di 115 000 $.

## Calendario
| Settimana    | Torneo | Campionesse                                              | Finaliste                                 | Semifinaliste                                  | Eliminate ai quarti                                                            |
| ------------ | --- | -------------------------------------------------------- | ----------------------------------------- | ---------------------------------------------- | ------------------------------------------------------------------------------ |
| 3 maggio     | L'Open 35 de Saint-Malo 2021 Saint-Malo, Francia $115,000 – Terra rossa – 32S/11Q/13D Singolare – Doppio         | Viktorija Golubic 6-1 6-3                                | Jasmine Paolini                           | Harmony Tan Varvara Gračëva                    | Aliona Bolsova Aljaksandra Sasnovič Anna Karolína Schmiedlová Rebecca Peterson |
| 3 maggio     | L'Open 35 de Saint-Malo 2021 Saint-Malo, Francia $115,000 – Terra rossa – 32S/11Q/13D Singolare – Doppio         | Kaitlyn Christian Sabrina Santamaria 7-6(4), 4-6, [10-5] | Hayley Carter Luisa Stefani               | Harmony Tan Varvara Gračëva                    | Aliona Bolsova Aljaksandra Sasnovič Anna Karolína Schmiedlová Rebecca Peterson |
| 7 giugno     | Bol Open 2021 Bol, Croazia $115,000 – Terra rossa – 32S/8Q/16D Singolare – Doppio                                | Jasmine Paolini 6-2, 7-6(4)                              | Arantxa Rus                               | Anna Blinkova Irina Maria Bara                 | Barbara Haas Kristína Kučová Martina Trevisan Claire Liu                       |
| 7 giugno     | Bol Open 2021 Bol, Croazia $115,000 – Terra rossa – 32S/8Q/16D Singolare – Doppio                                | Aliona Bolsova Katarzyna Kawa 6-1, 4-6, [10-6]           | Ekaterine Gorgodze Tereza Mihalíková      | Anna Blinkova Irina Maria Bara                 | Barbara Haas Kristína Kučová Martina Trevisan Claire Liu                       |
| 5 luglio     | Swedish Open 2021 Båstad, Svezia $115,000 – Terra rossa – 32S/16D Singolare – Doppio                             | Nuria Párrizas Díaz 6-2, 6-2                             | Vol'ha Havarcova                          | Rebecca Peterson Mihaela Buzărnescu            | Aliona Bolsova Mayar Sherif Claire Liu Anna Bondár                             |
| 5 luglio     | Swedish Open 2021 Båstad, Svezia $115,000 – Terra rossa – 32S/16D Singolare – Doppio                             | Mirjam Björklund Leonie Küng 5-7, 6-3, [10-5]            | Tereza Mihalíková Kamilla Rachimova       | Rebecca Peterson Mihaela Buzărnescu            | Aliona Bolsova Mayar Sherif Claire Liu Anna Bondár                             |
| 26 luglio    | LTP Women's Open 2021 Charleston, Stati Uniti d'America $115,000 – Terra verde – 32S/10D Singolare – Doppio      | Varvara Lepchenko 7-6(4), 4-6, 6-4                       | Jamie Loeb                                | Kateryna Bondarenko Lauren Davis               | Liang En-shuo Emma Navarro Hanna Chang Maria Mateas                            |
| 26 luglio    | LTP Women's Open 2021 Charleston, Stati Uniti d'America $115,000 – Terra verde – 32S/10D Singolare – Doppio      | Liang En-shuo Rebecca Marino 5-7, 7-5, [10-7]            | Erin Routliffe Aldila Sutjiadi            | Kateryna Bondarenko Lauren Davis               | Liang En-shuo Emma Navarro Hanna Chang Maria Mateas                            |
| 26 luglio    | Serbia Challenger Open 2021 Belgrado, Serbia $115,000 – Terra rossa – 32S/8Q/11D Singolare – Doppio              | Anna Karolína Schmiedlová 6-3, 6-3                       | Arantxa Rus                               | Rebecca Šramková Andrea Petković               | Anna Blinkova Kristýna Plíšková Tara Würth Martina Trevisan                    |
| 26 luglio    | Serbia Challenger Open 2021 Belgrado, Serbia $115,000 – Terra rossa – 32S/8Q/11D Singolare – Doppio              | Vol'ha Havarcova Lidzija Marozava 6-2, 6-2               | Alëna Fomina Ekaterina Jašina             | Rebecca Šramková Andrea Petković               | Anna Blinkova Kristýna Plíšková Tara Würth Martina Trevisan                    |
| 2 agosto     | Thoreau Tennis Open 2021 Concord, Stati Uniti d'America $115,000 – Cemento – 32S/16Q/16D Singolare – Doppio      | Magdalena Fręch 6-3, 7-6(4)                              | Renata Zarazúa                            | Vera Zvonarëva Madison Brengle                 | Katrina Scott Mariam Bolkvadze Cristina Bucșa Hsieh Su-wei                     |
| 2 agosto     | Thoreau Tennis Open 2021 Concord, Stati Uniti d'America $115,000 – Cemento – 32S/16Q/16D Singolare – Doppio      | Peangtarn Plipuech Jessy Rompies 3-6, 7-6(5), [10-8]     | Usue Maitane Arconada Cristina Bucșa      | Vera Zvonarëva Madison Brengle                 | Katrina Scott Mariam Bolkvadze Cristina Bucșa Hsieh Su-wei                     |
| 16 agosto    | Chicago Challenger 2021 Chicago, Stati Uniti d'America $115,000 – Cemento – 32S/8Q/16D Singolare – Doppio        | Clara Tauson 6-1, 2-6, 6-4                               | Emma Raducanu                             | Claire Liu Ann Li                              | Jule Niemeier Vitalija D'jačenko Zarina Dijas Storm Sanders                    |
| 16 agosto    | Chicago Challenger 2021 Chicago, Stati Uniti d'America $115,000 – Cemento – 32S/8Q/16D Singolare – Doppio        | Eri Hozumi Peangtarn Plipuech 7-5, 6-2                   | Mona Barthel Hsieh Yu-chieh               | Claire Liu Ann Li                              | Jule Niemeier Vitalija D'jačenko Zarina Dijas Storm Sanders                    |
| 6 settembre  | Liqui Moly Open 2021 Karlsruhe, Germania $115,000 – Terra rossa – 32S/8Q/16D Singolare – Doppio                  | Mayar Sherif 6-3, 6-2                                    | Martina Trevisan                          | Jaqueline Cristian Maryna Zanevs'ka            | Nastasja Schunk Rebecca Šramková Dalma Gálfi Anna Bondár                       |
| 6 settembre  | Liqui Moly Open 2021 Karlsruhe, Germania $115,000 – Terra rossa – 32S/8Q/16D Singolare – Doppio                  | Irina Maria Bara Ekaterine Gorgodze 6-3, 2-6, [10-7]     | Katarzyna Piter Mayar Sherif              | Jaqueline Cristian Maryna Zanevs'ka            | Nastasja Schunk Rebecca Šramková Dalma Gálfi Anna Bondár                       |
| 20 settembre | Columbus Challenger 2021 Columbus, Stati Uniti d'America $115,000 – Cemento (i) – 32S/16Q/11D Singolare – Doppio | Nuria Párrizas Díaz 7–6(2), 6–3                          | Wang Xinyu                                | Coco Vandeweghe Zheng Saisai                   | Ann Li Madison Brengle Lauren Davis Beatriz Haddad Maia                        |
| 20 settembre | Columbus Challenger 2021 Columbus, Stati Uniti d'America $115,000 – Cemento (i) – 32S/16Q/11D Singolare – Doppio | Wang Xinyu Zheng Saisai 6–1, 6–1                         | Dalila Jakupović Nuria Párrizas Díaz      | Coco Vandeweghe Zheng Saisai                   | Ann Li Madison Brengle Lauren Davis Beatriz Haddad Maia                        |
| 1 novembre   | Dow Tennis Classic 2021 Midland, Stati Uniti d'America $115,000 – Cemento (i) – 32S/16Q/14D Singolare – Doppio   | Madison Brengle 6-2, 6-4                                 | Robin Anderson                            | Danielle Lao Caty McNally                      | Lizette Cabrera Francesca Di Lorenzo Katrina Scott Misaki Doi                  |
| 1 novembre   | Dow Tennis Classic 2021 Midland, Stati Uniti d'America $115,000 – Cemento (i) – 32S/16Q/14D Singolare – Doppio   | Harriet Dart Asia Muhammad 6-3, 2-6, [10-7]              | Peangtarn Plipuech Aldila Sutjiadi        | Danielle Lao Caty McNally                      | Lizette Cabrera Francesca Di Lorenzo Katrina Scott Misaki Doi                  |
| 1 novembre   | WTA Argentina Open 2021 Buenos Aires, Argentina $115,000 – Terra rossa – 32S/8Q/16D Singolare – Doppio           | Anna Bondár 6-3, 6-3                                     | Diane Parry                               | Mayar Sherif Panna Udvardy                     | Ekaterine Gorgodze Despina Papamichail Irina Maria Bara Beatriz Haddad Maia    |
| 1 novembre   | WTA Argentina Open 2021 Buenos Aires, Argentina $115,000 – Terra rossa – 32S/8Q/16D Singolare – Doppio           | Irina Maria Bara Ekaterine Gorgodze 5-7, 7-5, [10-4]     | María Lourdes Carlé Despina Papamichail   | Mayar Sherif Panna Udvardy                     | Ekaterine Gorgodze Despina Papamichail Irina Maria Bara Beatriz Haddad Maia    |
| 15 novembre  | Montevideo Open 2021 Montevideo, Uruguay $115,000 – Terra rossa – 32S/16Q/16D Singolare – Doppio                 | Diane Parry 6-3, 6-2                                     | Panna Udvardy                             | Victoria Jiménez Kasintseva Ekaterine Gorgodze | Emiliana Arango Laura Pigossi You Xiaodi Ane Mintegi del Olmo                  |
| 15 novembre  | Montevideo Open 2021 Montevideo, Uruguay $115,000 – Terra rossa – 32S/16Q/16D Singolare – Doppio                 | Irina Maria Bara Ekaterine Gorgodze 6-4, 6-3             | Carolina Alves Marina Bassols Ribera      | Victoria Jiménez Kasintseva Ekaterine Gorgodze | Emiliana Arango Laura Pigossi You Xiaodi Ane Mintegi del Olmo                  |
| 6 dicembre   | Open Angers Arena Loire 2021 Angers, Francia $115,000 – Cemento (i) – 32S/16Q/8D Singolare – Doppio              | Vitalija D'jačenko 6-0, 6-4                              | Zhang Shuai                               | Natal'ja Vichljanceva Yuan Yue                 | Mallaurie Noël Clara Burel Jana Fett Kristina Mladenovic                       |
| 6 dicembre   | Open Angers Arena Loire 2021 Angers, Francia $115,000 – Cemento (i) – 32S/16Q/8D Singolare – Doppio              | Tereza Mihalíková Greet Minnen 4-6, 6-1, [10-8]          | Monica Niculescu Vera Zvonarëva           | Natal'ja Vichljanceva Yuan Yue                 | Mallaurie Noël Clara Burel Jana Fett Kristina Mladenovic                       |
| 13 dicembre  | Open BLS de Limoges 2021 Limoges, Francia $115,000 – Cemento (i) – 32S/8Q/8D Singolare – Doppio                  | Alison Van Uytvanck 6-2, 7-5                             | Ana Bogdan                                | Varvara Gračëva Vera Zvonarëva                 | Jessika Ponchet Greet Minnen Caroline Garcia Kristina Mladenovic               |
| 13 dicembre  | Open BLS de Limoges 2021 Limoges, Francia $115,000 – Cemento (i) – 32S/8Q/8D Singolare – Doppio                  | Monica Niculescu Vera Zvonarëva 6-4, 6-4                 | Estelle Cascino Jessika Ponchet           | Varvara Gračëva Vera Zvonarëva                 | Jessika Ponchet Greet Minnen Caroline Garcia Kristina Mladenovic               |
| 20 dicembre  | Korea Open 2021 Seul, Corea del Sud $115,000 – Cemento (i) – 28S/8D Singolare – Doppio                           | Zhu Lin 6-0, 6-4                                         | Kristina Mladenovic                       | Ekaterina Kazionova Anastasia Kulikova         | Yuki Naito Linda Fruhvirtová Arianne Hartono Isabella Šinikova                 |
| 20 dicembre  | Korea Open 2021 Seul, Corea del Sud $115,000 – Cemento (i) – 28S/8D Singolare – Doppio                           | Choi Ji-hee Han Na-lae 6-4, 6-4                          | Valentini Grammatikopoulou Réka Luca Jani | Ekaterina Kazionova Anastasia Kulikova         | Yuki Naito Linda Fruhvirtová Arianne Hartono Isabella Šinikova                 |